# Copo Quile
Copo Quile es una localidad del departamento Rosario de la Frontera, en el sur de la provincia de Salta, Argentina, cerca de la frontera con las provincias de Santiago del Estero y Tucumán. 

## Población
Contaba con 438 habitantes (Indec, 2001), lo que representa un incremento del 49,5% frente a los 293 habitantes (Indec, 1991) del censo anterior.

## Sismicidad
La sismicidad del área de Salta es frecuente y de intensidad baja, y un silencio sísmico de terremotos medios a graves cada 40 años